# 1894 في كولومبيا
فيما يلي قوائم الأحداث التي وقعت خلال عام 1894 في كولومبيا.

## سياسة

### انتهاء فترة المنصب
- 18 سبتمبر – رافاييل نونيث رئيس كولومبيا.

## مواليد

### يونيو
- 24 يونيو – خوان فرنانديز

## وفيات

### سبتمبر
- 18 سبتمبر – رافاييل نونيث (مواليد 1825)